# Oligolimax apatelus
Oligolimax apatelus is een slakkensoort uit de familie van de Vitrinidae. De wetenschappelijke naam van de soort is voor het eerst geldig gepubliceerd in 1924 door Soos.